# Margarida da Saxónia, Duquesa de Brunsvique-Luneburgo
Margarida da Saxónia (Meissen, 4 de agosto de 1469 – Weimar, 7 de dezembro de 1528) foi uma princesa da Saxónia da linha ernestina da Casa de Wettin por nascimento e uma duquesa de Brunsvique-Luneburgo por casamento.

## Vida
Margarida era filha do príncipe-eleitor Ernesto da Saxónia (1441–1486) e da sua esposa, a princesa Isabel (1443–1484), filha de Alberto III, Duque da Baviera.  Os seus irmãos, Frederico, o Sábio e João, o Firme foram príncipes-eleitores da Saxónia; a sua irmã, a princesa Cristina foi rainha da Dinamarca.
Margarida casou-se a 27 de Fevereiro de 1487 em Celle com Henrique I, Duque de Brunsvique-Luneburgo. Henrique já vivia na corte da Saxónia desde os doze anos de idade. As negociações para o casamento já teriam começado em 1469, quando o pai dele, Oto V, Duque de Brunsvique-Luneburgo formou uma aliança com o tio de Margarida, Guilherme III, Conde da Turíngia. O lado da Saxónia decidiu atrasar as negociações até à expansão do Castelo de Celle ser concluída, uma vez que o distrito e o castelo de Celle tinham sido prometidos a Margarida como parte da sua herança de viuvez.
Margarida morreu em dezembro de 1528 e foi enterrada na Igreja de São Pedro e São Paulo em Weimar.

## Descendência
Do seu casamento, Margarida teve os seguintes filhosː
1. Ana de Brunsvique-Luneburgo (7 de Março de 1492 - 1500), morreu com cerca de oito anos de idade;
2. Isabel de Brunsvique-Luneburgo (11 de Setembro de 1494 - 2 de Abril de 1572), casada com Carlos II, Duque de Gueldres; sem descendência;
3. Oto I, Duque de Brunsvique-Luneburgo (24 de Agosto de 1495 – 11 de Agosto de 1549), casou-se morganaticamente com Meta von Campe; com descendência;
4. Ernesto I, Duque de BBrunsvique-Luneburgo (27 de Junho de 1497 – 11 de Janeiro de 1546), casou-se com a princesa Sofia de Mecklemburgo-Schwerin;
5. Apolónia de Brunsvique-Luneburgo (8 de Março de 1499 - 31 de Agosto de 1571), tornou-se freira;
6. Francisco, Duque de Brunsvique-Luneburgo (23 de Novembro de 1508 - 23 de Novembro de 1549), casou-se com a princesa Clara de Saxe-Lauemburgo; com descendência.

## Genealogia
| Margarida da Saxónia, Duquesa de Brunswick-Lüneburg | Pai: Ernesto, Eleitor da Saxónia            | Avô paterno: Frederico II, Eleitor da Saxônia          | Bisavô paterno: Frederico I, Eleitor da Saxônia                   |
| Margarida da Saxónia, Duquesa de Brunswick-Lüneburg | Pai: Ernesto, Eleitor da Saxónia            | Avô paterno: Frederico II, Eleitor da Saxônia          | Bisavó paterna: Catarina de Brunsvique-Luneburgo                  |
| Margarida da Saxónia, Duquesa de Brunswick-Lüneburg | Pai: Ernesto, Eleitor da Saxónia            | Avó paterna: Margarida da Áustria, Eleitora da Saxónia | Bisavô paterno: Ernesto I da Áustria                              |
| Margarida da Saxónia, Duquesa de Brunswick-Lüneburg | Pai: Ernesto, Eleitor da Saxónia            | Avó paterna: Margarida da Áustria, Eleitora da Saxónia | Bisavó paterna: Cimburga da Mazóvia                               |
| Margarida da Saxónia, Duquesa de Brunswick-Lüneburg | Mãe: Isabel da Baviera, Eleitora da Saxónia | Avô materno: Alberto III, Duque da Baviera             | Bisavô materno: Ernesto, Duque da Baviera                         |
| Margarida da Saxónia, Duquesa de Brunswick-Lüneburg | Mãe: Isabel da Baviera, Eleitora da Saxónia | Avô materno: Alberto III, Duque da Baviera             | Bisavó materna: Isabel Visconti                                   |
| Margarida da Saxónia, Duquesa de Brunswick-Lüneburg | Mãe: Isabel da Baviera, Eleitora da Saxónia | Avó materna: Ana de Brunsvique-Grubenhagen-Einbeck     | Bisavô materno: Eurico I, Duque de Brunsvique-Grubenhagen-Einbeck |
| Margarida da Saxónia, Duquesa de Brunswick-Lüneburg | Mãe: Isabel da Baviera, Eleitora da Saxónia | Avó materna: Ana de Brunsvique-Grubenhagen-Einbeck     | Bisavó materna: Isabel de Brunsvique-Göttingen                    |